# Karaoke auf dem Platz
Karaoke auf dem Platz (ukrainisch Караоке на майдані/Karaoke na Maidani) ist eines der bekanntesten TV-Projekte in der Ukraine. Die Sendung wird von Igor Kondratjuk, einem der beiden Koautoren des Projekts, moderiert. Andrej Koslow ist der zweite Koautor von Karaoke na Maidani. Vor der Ausstrahlung in der Ukraine lief diese Sendung drei Jahre auf dem Kanal 31 in Russland (Februar 1997 bis Ende 1999). Im Januar 1999 startete dann das Projekt in der Ukraine auf dem Kanal Inter. Anschließend wurden 2007 die Ausstrahlungsrechte an den Sender 1+1 verkauft.
Die Sendung läuft in mehreren Runden ab:
- jeder aus dem auf der Straße anwesenden Publikum ist ein potentieller Teilnehmer der Show;
- in der ersten Runde singt der Moderator ein Lied zusammen mit dem Publikum;
- diejenigen Kandidaten, die das Lied am besten gesungen haben, kommen in die nächste Runde;
- aus diesen Kandidaten werden dann drei Finalisten ausgewählt;
- anschließend sammeln die Finalisten in der letzten Runde das Geld aus dem Publikum;
- derjenige Kandidat, der beim Ablauf seines Liedes das meiste Geld hat, gewinnt das Spiel.

## Verteidigung der Urheberrechte von Igor Kondratjuk vor Gericht
Einer der ukrainischen Fernsehsender gründete rechtswidrig das Projekt Karaoke u Fontana, welches das Format der Sendung Karaoke na Maidani kopierte. Der Gerichtsprozess, der drei Jahre dauerte, stellte die erste – und erfolgreiche – Verteidigung der Urheberrechte eines etablierten Fernsehformat vor Gericht dar.

## Chance – Fortsetzung von Karaoke na Maidani
Das neue Fernsehformat Chance von Igor Kondratjuk wird als Fortsetzung von Karaoke na Maidani betrachtet und von Andrej Kusmenko und Natalia Mogilevskaya moderiert. Der oder die Gewinner von Karaoke na Maidani nehmen automatisch am Programm Chance teil. Hier wird der Teilnehmer mit Hilfe von Stylisten, Visagisten und Produzenten innerhalb eines Tages komplett neu gestylt. Anschließend präsentiert der Kandidat ein Lied auf der Bühne.